# FC Münsingen
FC Münsingen is een Zwitserse voetbalclub uit de plaats Münsingen dat in het kanton Bern ligt. De vereniging werd in 1928 opgericht en draagt de kleuren rood en zwart in het tenue. Thuiswedstrijden worden gespeeld op Sportanlage Sandreutenen. 

## Geschiedenis
FC Münsingen speelde altijd op de lagere niveaus in Zwitserland. In 2007/2008 werd echter op een haar na promotie naar de Challenge League (tweede klasse) gemist. In het seizoen 2017/2018 lukte het de vereniging om via de play-offs promotie te bewerkstelligen naar de Promotion League. In 2020/21 degradeerde het naar de 1. Liga, het vierde niveau. 